# Homem de Família
"Homem de Família" é uma canção do cantor sertanejo Gusttavo Lima extraída do álbum 50/50. O lançamento oficial nas plataformas digitais ocorreu no dia 15 de junho de 2016, mas só foi lançada como single no dia 12 de setembro de 2016. A canção foi uma das mais tocadas do final do ano, ficando em primeiro lugar em vários rankings, principalmente o Brasil Hot 100 Airplay. 

## Composição
"Homem De Família" conta a história de um homem que logo depois de conhecer o amor da sua vida deixa sua vida de baladas de lado. A música foi composta por Diego Ferreira, Everton Matos, Ray Antônio, Paulo Pires, Guilherme Ferraz e Gustavo Martins 
e já ultrapassou a marca de 28 milhões de visualizações no Youtube.

## Apresentações ao vivo
O cantor apresentou a canção no programa Caldeirão do Huck no dia 27 de agosto de 2016 juntamente com os sucessos "Que Pena Que Acabou", "Fui Fiel" e "Balada". A canção também foi interpretada em outros programas televisivos como "The Noite com Danilo Gentili", "Hora do Faro", "Sabadão com Celso Portiolli" e "Programa do Ratinho".

## Lista de faixas
| Download digital no iTunes |                    |         |  |
| N.º                        | Título             | Duração |  |
| 1.                         | "Homem de Família" | 3:04    |  |

## Desempenho comercial
Através dos pedidos dos fãs, o hit ficou em primeiro lugar nos rankings da Connect Mix e da Crowley durante o dia todo, sendo tocada mais de 3 mil vezes.

## Desempenho nas tabelas musicais
| Tabela musical (2016)                                            | Melhor posição |
| ---------------------------------------------------------------- | -------------- |
| Brasil - Connect Mix - Top 200                                   | 1              |
| Brasil - Billboard Brasil Hot 100 Airplay                        | 1              |
| Brasil - Billboard Brasil Regional Grande São Paulo Hot Songs    | 1              |
| Brasil - Billboard Brasil Regional Campinas Hot Songs            | 1              |
| Brasil - Billboard Brasil Regional Ribeirão Preto Hot Songs      | 1              |
| Brasil - Billboard Brasil Regional Campo Grande/Cuiabá Hot Songs | 1              |
| Brasil - Billboard Brasil Regional Goiânia Hot Songs             | 2              |
| Brasil - Billboard Brasil Regional Brasília Hot Songs            | 1              |
| Brasil - Billboard Brasil Regional Curitiba Hot Songs            | 1              |
| Brasil - Billboard Brasil Regional Belo Horizonte Hot Songs      | 1              |

### Tabelas de fim-de-ano
| Tabela musical (2016)                     | Melhor posição |
| ----------------------------------------- | -------------- |
| Brasil - Billboard Brasil Hot 100 Airplay | 16             |